# Believe (Folder5の曲)
「Believe」（ビリーヴ ）は、Folder5の楽曲。同グループ3枚目のシングルとして2000年11月29日にavex tuneから発売された。下記のように、C/W曲ともどもSUPER EUROBEAT収録曲のカバー曲である。

## 概要
表題曲の「Believe」は、LOLITAの「DREAMIN' OF YOU」（コンピレーションアルバム『SUPER EUROBEAT VOL.105』に収録）のカバーで、フジテレビ系TVアニメ『ONE PIECE』2代目オープニングテーマに起用された。女子プロゴルファーの横峯さくらは、カラオケの十八番にこの曲を挙げる。
カップリング曲の「Liar」はNORMA SHEFFIELDの「IF YOU WANNA STAY」のカバーで、こちらは原曲が頭文字DThird Stage挿入曲である。
初回限定盤のみトレーディングカード封入。

## カバー
- 我那覇響（沼倉愛美）（2012年、アルバム「THE IDOLM@STER ANIM@TION MASTER 生っすかSPECIAL 01」収録）
- スフィア（2012年、アルバム「アニメ紅白歌合戦 Vol.2」収録）
- Dream5（2013年、シングル「COME ON!/ドレミファソライロ」収録）
- ラトゥラトゥ（2020年、アルバム「ONE PIECE MUUUSIC COVER ALBUM」収録）

## 収録曲
1. Believe
作詞：谷穂チロル / 作曲・編曲：GROOVE SURFERS[注釈 1]
1stオリジナルアルバム『HYPER GROOVE 1』、ベストアルバム『Folder+Folder 5 SINGLE COLLECTION and more』など、数々のアルバムに収録されている。
2. Liar
作詞：c.close（黒須チヒロ） / 作曲・編曲：GROOVE SURFERS[注釈 2]
3. Believe (instrumental)
4. Liar (instrumental)